# Paweł Małaszyński
Paweł Małaszyński (sinh ngày 26 tháng 6 năm 1973) là một diễn viên truyền hình và diễn viên điện ảnh người Ba Lan. Anh cũng là thủ lĩnh của ban nhạc "Cochise".

## Tiểu sử
Paweł Małaszyński sinh tại Szczecinek. Khi còn là một thiếu niên, anh tham gia câu lạc bộ điện ảnh "Projektor" nôi tiếng ở Białystok. Năm 2002, Paweł Małaszyński tốt nghiệp Học viện nghệ thuật sân khấu quốc gia AST - chi nhánh Wrocław.

## Thành tích nghệ thuật
- Weekend (2010)
- Guardians of the Galaxy - Peter Quill / Star-Lord (lồng tiếng Ba Lan)
- Teraz albo nigdy! (2008) - Paweł Małaszyński
- Latający Cyprian (2008) - Martin
- Trzeci oficer (2008) - Jacek Wielgosz "Grand"
- Twarzą w twarz (2007) - Wiktor Waszak "Ważka"
- Katyń (2007) - Piotr Baszkowski
- Świadek koronny (2007) - Marcin Kruk
- Tajemnica Twierdzy Szyfrów (2007) - Johann Jorg
- Oficerowie (2006) - Jacek Wielgosz "Grand"
- Stowarzyszenie (2005) - Mareczek
- Oficer (2004-2005) - Jacek Wielgosz "Grand"
- Magda M. (2005-2007) - Piotr Korzecki
- Biała sukienka (2003) - Damian Przeździecki
- M jak miłość (2003) - Marcin Polański-Van Burgen
- Na dobre i na złe (2002) - Łukasz Sadowski
- Pianista (2002)
- Kameleon (2001)
- Wiedźmin (2001)